# The Missing (série télévisée)
The Missing, ou Disparition au Québec, est une série télévisée britannique en seize épisodes de 60 minutes créée par Jack Williams et Harry Williams et diffusée entre le 28 octobre 2014 et le 30 novembre 2016 sur BBC One et aux États-Unis entre le 15 novembre 2014 et le 2 avril 2017 sur Starz et à Super Channel au Canada.
En Suisse, la série est diffusée depuis le 20 février 2015 sur RTS Un, au Québec depuis le 30 mai 2015 à la Télévision de Radio-Canada et en Belgique depuis le 1er septembre 2015 sur la Une (RTBF). La chaîne française TF1 en a acheté les droits en avril 2014, mais la série y reste toutefois inédite. TF1 cède finalement les droits à France 3 qui diffuse la série depuis le 14 avril 2017.

## Distribution

### Première saison

#### Principaux
- Tchéky Karyo (VF : lui-même) : Julien Baptiste, un policier français.
- James Nesbitt (VF : Loïc Houdré) : Tony Hugues, le père d'Oliver.
- Frances O'Connor (VF : Christine Braconnier) : Emily Hugues, la mère d'Oliver.
- Émilie Dequenne (VF : elle-même) : Laurence Relaud
- Jason Flemyng (VF : Philippe Vincent) : Mark Walsh
- Ken Stott (VF : Frédéric Souterelle) : Ian Garrett
- Titus De Voogdt (VF : Gwendal Anglade) : Vincent Bourg
- Saïd Taghmaoui (VF : Dimitri Rataud) : Khalid Ziane
- Éric Godon (VF : lui-même) : Georges Deloix
- Anastasia Hille (VF : Zaïra Benbadis) : Celia Baptiste

#### Secondaires
- Johan Leysen (VF : Luc Bernard) : Karl Sieg
- Clive Francis (VF : Michel Laroussi) : Robert
- Astrid Whettnall (VF : elle-même) : Sylvie Deloix
- Camille Schotte (VF : elle-même) : Sara Baptiste
- Jean-François Wolff (VF : lui-même) : Alain Deloix
- Arsher Ali (en) : Malik Suri
- Anamaria Marinca : Rini Dalca
- Joséphine de La Baume : Monique Pelletier
- Oliver Hunt : Oliver Hugues
- Anjli Mohindra : Amara Suri, épouse de Malik.
- Diana Quick (en) (VF : Frédérique Cantrel) : Mary Garrett

### Deuxième saison

#### Principaux
- David Morrissey (VF : Nicolas Marié) : le capitaine Sam Webster
- Keeley Hawes (VF : Hélène Bizot) : Gemma Webster, épouse de Sam.
- Tchéky Karyo (VF : lui-même) : Julien Baptiste
- Anastasia Hille (VF : Zaïra Benbadis) : Celia Baptiste
- Roger Allam (VF : Frédéric Norbert) : le brigadier Adrian Stone
  - Thomas Arnold : Adrian, jeune
- Laura Fraser (VF : Marion Valantine) : le sergent Eve Stone
- Abigail Hardingham (en) (VF : Anne-Clotilde Rampon) : Alice Webster
  - Madi Linnard : Alice, jeune
- Jake Davies (VF : Théo Comby Lemaitre) : Matthew Webster, fils de Sam et Gemma.
- Ólafur Darri Ólafsson (VF : Stefan Godin) : Stefan Andersen
- Lia Williams (VF : Odile Cohen) : Nadia Herz, épouse de Kristian.
- Florian Bartholomäi (de) (VF : Joseph Fourez) : Jorn Lenhart
- Filip Peeters (VF : Jean-Yves Chatelais) : Kristian Herz, un boucher.

#### Secondaires
- Derek Riddell (VF : Constantin Pappas) : le major Adam Gettrick
- Bernhard Schütz (de) (VF : Richard Leroussel) : le directeur Eichel
- Brian Bovell : le lieutenant-colonel Henry Reed
  - Dempsey Bovell : Henry jeune
- Daniel Ezra (VF : Olivier Dote Doevi) : Daniel Reed, fils de Henry.
- Diana Kent (en) : Penny
- Eulalie Trillet : Sophie Giroux, jeune
- Indica Watson (en) : Lucy

Version française dirigée par Christèle Wurmser au studio Nice Fellow, d'après une adaptation des dialogues de Franck Hervé, Sylvestre Meininger et Sabine Krémer.
 Source et légende : version française (VF) sur RS Doublage, Doublage Séries Database et cartons du doublage français.

## Synopsis deuxième saison
Noël 2014, Alice Webster, d'origine britannique, réapparaît après avoir été portée disparue pendant 11 ans. Ses paroles sont "Sophie Giroux", le nom d'une autre disparue...

## Production
L'action de la série, réalisée par Tom Shankland (en), est supposée se dérouler dans une ville du nord de la France. Le tournage s'est principalement déroulé en Belgique: à Huy ,, ainsi qu’à Ittre (les extérieurs du commissariat de police sur la place du village et l’hôtel Le Relais du Marquis), Ottignies (la piscine du Bois des Rêves pour les scènes de piscine), Braine-l’Alleud (le parking du centre sportif pour la scène d’enlèvement de l’épisode 7)… 
On peut accessoirement, dans le premier épisode de la première saison, reconnaître le quai n°1 et l'intérieur de la gare de Binche (Belgique).
Une scène de l'épisode 2 de la première saison (épisode intitulé "le suspect") est filmée rue Haute, à Bruxelles, plus précisément dans le café "l'arrêt 48".
La deuxième saison a été tournée en partie dans la région de Malmedy en Belgique.

## Épisodes

### Première saison (2014)
1. La Disparition (Eden)
2. Le Suspect (Pray for Me)
3. L'Informateur (The Meeting)
4. L'Alliée (Gone Fishing)
5. Le Monstre (Molly)
6. Le Traître (Concrete)
7. Le Maître chanteur (Return to Eden)
8. Le Coupable (Till Death)

### Deuxième saison (2016)
Le 16 décembre 2014, la série est renouvelée pour une deuxième saison de huit épisodes, diffusée à partir du 12 octobre 2016 au Royaume-Uni et le 12 février 2017 aux États-Unis.
1. Le Retour (Come Home)
2. L'Identification (The Turtle and the Stick)
3. L'Enfermement (A Prison Without Walls)
4. La Tombe (Statice)
5. L'Oubli (Das Vergessen)
6. La Confiance (Saint John)
7. Le Passé (1991)
8. L'Échange (The Mountain)